# Vuelta a España 1998
La 53.ª edición de la Vuelta a España se disputó del 5 al 27 de septiembre de 1998 entre las localidades de Córdoba y Madrid, con un recorrido de 22 etapas y 3.774 km, que el ganador recorrió a una velocidad media de 40,262 km/h.
Alex Zülle, ganador de las dos últimas ediciones, partía como favorito al triunfo final. Abraham Olano, Laurent Jalabert y Fernando Escartín eran algunos de sus más firmes rivales.
Las etapas pirenaicas que recorrían suelo francés fueron modificadas para que solo recorriesen suelo español ya que estaba reciente el escándalo de dopaje llamado Caso Festina y se preveían posibles controles en Francia así como plantes de los corredores a causa de esos posibles controles. En esas etapas que no se pudieron correr en su trazado original estaba previsto realizar una etapa similar a la clásica cicloturista Qrebrantahuesos.
La 6.ª etapa fue la primera importante de esta edición. José María Jiménez se hizo con su primer triunfo parcial y con el maillot amarillo, aunque este último lo perdería tres días después, en la contrarreloj, en favor de su compañero de equipo Abraham Olano. El Chava perdió bastante tiempo en la etapa cronometrada y tuvo que ir recuperando el tiempo a marchas forzadas en las etapas de montaña.
Con tres triunfos de etapa más, José María Jiménez se hizo con el liderato en la etapa con final en Navacerrada. Sin embargo, aventajaba en la general a Olano en muy pocos segundos, y en la contrarreloj de la penúltima etapa, el corredor vasco recuperó el liderato de forma definitiva, adjudicándose su primera Vuelta a España. Fernando Escartín fue segundo y José María Jiménez tuvo que conformarse con una tercera plaza además de la clasificación de la montaña.

## Equipos participantes
Los 22 equipos participantes fueron:
| N.      | Cod. | Equipo                         |
| ------- | ---- | ------------------------------ |
| 1-9     | FES  | Festina-Lotus                  |
| 11-19   | AVI  | Avianca-Telecom                |
| 21-29   | BAN  | Banesto                        |
| 31-39   | BRE  | Brescialat-Liquigas            |
| 41-49   | CTA  | Cantina Tollo-Alexia Alluminio |
| 51-59   | CSO  | Casino-Ag2r                    |
| 61-69   | COF  | Cofidis                        |
| 71-79   | C.A  | Credit Agricol                 |
| 81-89   | EBR  | Estepona-Brepac                |
| 91-99   | EUS  | Euskaltel-Euskadi              |
| 101-109 | KEL  | Kelme-Costa Blanca             |

| N.      | Cod. | Equipo                |
| ------- | ---- | --------------------- |
| 111-119 | LOT  | Lotto-Mobistar        |
| 121-129 | MAP  | Mapei-Bricobi         |
| 131-139 | ONC  | Once                  |
| 141-149 | PLT  | Team Polti            |
| 151-159 | POS  | Post Swiss Team       |
| 161-169 | RAB  | Rabobank              |
| 171-179 | SAE  | Saeco-Cannondale      |
| 181-189 | TEL  | Team Deutsche Telekom |
| 191-199 | TVM  | TVM-Farm Frites       |
| 201-209 | USP  | US Postal Service     |
| 211-219 | VIT  | Vitalicio Seguros     |

## Etapas
| Etapa | Fecha            | Recorrido                                            | km         | Ganador            | Líder              |
| 1.ª   | 5 de septiembre  | Córdoba - Córdoba                                    | 161,7      | Markus Zberg       | Markus Zberg       |
| 2.ª   | 6 de septiembre  | Córdoba - Cádiz                                      | 234,6      | Jeroen Blijlevens  | Markus Zberg       |
| 3.ª   | 7 de septiembre  | Cádiz - Estepona                                     | 192,6      | Jaan Kirsipuu      | Laurent Jalabert   |
| 4.ª   | 8 de septiembre  | Málaga - Granada                                     | 173,5      | Fabrizio Guidi     | Fabrizio Guidi     |
| 5.ª   | 9 de septiembre  | Olula del Río - Murcia                               | 165,5      | Jeroen Blijlevens  | Fabrizio Guidi     |
| 6.ª   | 10 de septiembre | Murcia - Xorret de Catí                              | 201,5      | José María Jiménez | José María Jiménez |
| 7.ª   | 11 de septiembre | Alicante - Valencia                                  | 185        | Giovanni Lombardi  | José María Jiménez |
| 8.ª   | 12 de septiembre | Palma de Mallorca - Palma de Mallorca                | 181,5      | Fabrizio Guidi     | José María Jiménez |
| 9.ª   | 13 de septiembre | Alcudia - Alcudia                                    | 39,5 (CRI) | Abraham Olano      | Abraham Olano      |
| 10.ª  | 15 de septiembre | Vich - Andorra (Estación de Pal)                     | 199,3      | José María Jiménez | Abraham Olano      |
| 11.ª  | 16 de septiembre | Andorra la Vieja - Cerler                            | 186        | José María Jiménez | Abraham Olano      |
| 12.ª  | 17 de septiembre | Benasque - Jaca (Estación Internacional de Canfranc) | 187        | Gianni Bugno       | Abraham Olano      |
| 13.ª  | 18 de septiembre | Sabiñánigo - Sabiñánigo                              | 208,5      | Andrei Zintchenko  | Abraham Olano      |
| 14.ª  | 19 de septiembre | Biescas - Zaragoza                                   | 155,5      | Marcel Wüst        | Abraham Olano      |
| 15.ª  | 20 de septiembre | Zaragoza - Soria                                     | 178,7      | Andrei Zintchenko  | Abraham Olano      |
| 16.ª  | 21 de septiembre | Soria - Lagunas de Neila                             | 143,7      | José María Jiménez | Abraham Olano      |
| 17.ª  | 22 de septiembre | Burgos - León                                        | 188,5      | Marcel Wüst        | Abraham Olano      |
| 18.ª  | 23 de septiembre | León - Salamanca                                     | 223        | Fabrizio Guidi     | Abraham Olano      |
| 19.ª  | 24 de septiembre | Ávila - Segovia                                      | 170,4      | Roberto Heras      | Abraham Olano      |
| 20.ª  | 25 de septiembre | Segovia - Alto de Navacerrada                        | 206        | Andrei Zintchenko  | José María Jiménez |
| 21.ª  | 26 de septiembre | Fuenlabrada - Fuenlabrada                            | 39 (CRI)   | Alex Zülle         | Abraham Olano      |
| 22.ª  | 27 de septiembre | Madrid - Madrid                                      | 163        | Markus Zberg       | Abraham Olano      |

## Clasificaciones

### Clasificación general
| Posición | Ciclista                 | Equipo        | Tiempo    |
| -------- | ------------------------ | ------------- | --------- |
| 1        | Abraham Olano            | Banesto       | 93h44'08" |
| 2        | Fernando Escartín        | Kelme         | a 1'23"   |
| 3        | José María Jiménez       | Banesto       | a 2'12"   |
| DSQ      | Lance Armstrong          | US Postal     | a 2'18"   |
| 5        | Laurent Jalabert         | ONCE          | a 2'37"   |
| 6        | Roberto Heras            | Kelme         | a 2'58"   |
| 7        | Álvaro Glez. de Galdeano | Euskaltel     | a 5'51"   |
| 8        | Alex Zülle               | Festina-Lotus | a 6'05"   |
| 9        | Marco Serpellini         | Brescialat    | a 8'58"   |
| 10       | Marcos Serrano           | Kelme         | a 10'17"  |

### Clasificación por puntos
| Posición | Ciclista           | Equipo     | Puntos |
| -------- | ------------------ | ---------- | ------ |
| 1        | Fabrizio Guidi     | Team Polti | 206    |
| 2        | Laurent Jalabert   | ONCE       | 158    |
| 3        | José María Jiménez | Banesto    | 127    |

### Clasificación de la montaña
| Posición | Ciclista           | Equipo  | Puntos |
| -------- | ------------------ | ------- | ------ |
| 1        | José María Jiménez | Banesto | 184    |
| 2        | Laurent Jalabert   | ONCE    | 93     |
| 3        | Fernando Escartín  | Kelme   | 92     |

### Clasificación de los sprints
| Posición | Ciclista           | Equipo     | Puntos |
| -------- | ------------------ | ---------- | ------ |
| 1        | Giancarlo Raimondi | Brescialat | 53     |
| 2        | Fabrizio Guidi     | Team Polti | 40     |
| 3        | José Luis Rubiera  | Kelme      | 29     |

### Clasificación por equipos
| Posición | Equipo             | Tiempo     |
| -------- | ------------------ | ---------- |
| 1        | Banesto            | 281h14'43" |
| 2        | Kelme-Costa Blanca | a 8'58"    |
| 3        | Festina-Lotus      | a 28'59"   |

## Evolución de las clasificaciones
| Etapa | Ganador            | Clasificación general | Clasificación por puntos | Clasificación de la montaña | Clasificación de los sprints | Clasificación por equipos |
| ----- | ------------------ | --------------------- | ------------------------ | --------------------------- | ---------------------------- | ------------------------- |
| 1     | Markus Zberg       | Markus Zberg          | Markus Zberg             | Francisco Cerezo            | Giancarlo Raimondi           | Mapei–Bricobi             |
| 2     | Jeroen Blijlevens  | Markus Zberg          | Markus Zberg             | Francisco Cerezo            | Giancarlo Raimondi           | Mapei–Bricobi             |
| 3     | Jaan Kirsipuu      | Laurent Jalabert      | Jaan Kirsipuu            | Francisco Cerezo            | Laurent Jalabert             | Mapei–Bricobi             |
| 4     | Fabrizio Guidi     | Fabrizio Guidi        | Giovanni Lombardi        | Francisco Cerezo            | Laurent Jalabert             | Mapei–Bricobi             |
| 5     | Jeroen Blijlevens  | Fabrizio Guidi        | Jeroen Blijlevens        | Francisco Cerezo            | Laurent Jalabert             | Lotto–Mobistar            |
| 6     | José María Jiménez | José María Jiménez    | Jeroen Blijlevens        | Francisco Cerezo            | Laurent Jalabert             | Banesto                   |
| 7     | Giovanni Lombardi  | José María Jiménez    | Jeroen Blijlevens        | Francisco Cerezo            | Giancarlo Raimondi           | Banesto                   |
| 8     | Fabrizio Guidi     | José María Jiménez    | Jeroen Blijlevens        | Francisco Cerezo            | Giancarlo Raimondi           | Banesto                   |
| 9     | Abraham Olano      | Abraham Olano         | Jeroen Blijlevens        | Laurent Jalabert            | Giancarlo Raimondi           | Banesto                   |
| 10    | José María Jiménez | Abraham Olano         | Jeroen Blijlevens        | José María Jiménez          | Giancarlo Raimondi           | Banesto                   |
| 11    | José María Jiménez | Abraham Olano         | Jeroen Blijlevens        | José María Jiménez          | Giancarlo Raimondi           | Banesto                   |
| 12    | Gianni Bugno       | Abraham Olano         | Jeroen Blijlevens        | José María Jiménez          | Giancarlo Raimondi           | Banesto                   |
| 13    | Andrei Zintchenko  | Abraham Olano         | Fabrizio Guidi           | José María Jiménez          | Giancarlo Raimondi           | Banesto                   |
| 14    | Marcel Wüst        | Abraham Olano         | Fabrizio Guidi           | José María Jiménez          | Giancarlo Raimondi           | Banesto                   |
| 15    | Andrei Zintchenko  | Abraham Olano         | Fabrizio Guidi           | José María Jiménez          | Giancarlo Raimondi           | Banesto                   |
| 16    | José María Jiménez | Abraham Olano         | Fabrizio Guidi           | José María Jiménez          | Giancarlo Raimondi           | Banesto                   |
| 17    | Marcel Wüst        | Abraham Olano         | Fabrizio Guidi           | José María Jiménez          | Giancarlo Raimondi           | Banesto                   |
| 18    | Fabrizio Guidi     | Abraham Olano         | Fabrizio Guidi           | José María Jiménez          | Giancarlo Raimondi           | Banesto                   |
| 19    | Roberto Heras      | Abraham Olano         | Fabrizio Guidi           | José María Jiménez          | Giancarlo Raimondi           | Banesto                   |
| 20    | Andrei Zintchenko  | José María Jiménez    | Fabrizio Guidi           | José María Jiménez          | Giancarlo Raimondi           | Banesto                   |
| 21    | Alex Zülle         | Abraham Olano         | Fabrizio Guidi           | José María Jiménez          | Giancarlo Raimondi           | Banesto                   |
| 22    | Markus Zberg       | Abraham Olano         | Fabrizio Guidi           | José María Jiménez          | Giancarlo Raimondi           | Banesto                   |
| Final | Final              | Abraham Olano         | Fabrizio Guidi           | José María Jiménez          | Giancarlo Raimondi           | Banesto                   |

## Banda sonora
TVE cubrió esta prueba escogiendo como banda sonora la canción "Up & Down", de Vengaboys.